# Markelo
Markelo est un village situé dans la commune néerlandaise de Hof van Twente, dans la province d'Overijssel. Le 1er janvier 2006, le village comptait 3 600 habitants.
Le 1er janvier 2001, la commune de Markelo fusionne avec celles de Stad Delden, Ambt Delden, Goor et Diepenheim pour former la nouvelle commune de Hof van Twente.
Une station de pompage du réseau d'oléoducs en Centre-Europe se situe sur son territoire.

## Personnalités liées à Markelo
- Derk Jan van der Wijck (1760-1847), homme politique
- Bakermat (1991-*), musicien et disc jockey